# Ikerasak
Ikerasak é um assentamento no município de Qaasuitsup, oeste da Gronelândia. Em 2010 tinha 238 habitantes.

## Geografia
Ikerasak está situada a aproximadamente a 40km a sudeste da Uummannaq, no extremo sudeste da Ilha Ikerasak, a noroeste do Fiorde Ikerasak.

## Transporte
A Air Greenland serve o assentamento através de voos do Heliporto de Ikerasak para o Heliporto de Uummannaq.

## População
A população de Ikerasak tem flutuado durante as duas últimas décadas, diminuindo ligeiramente nos últimos anos.